# إكسافيير دولان
إكسافيير دولان تادرس (بالإنجليزية: Xavier Dolan-Tadros)‏ هو ممثل ومخرج وكاتب سيناريو و منتج كندي ولد في يوم 20 مارس 1989، أشتهر بعد إخراجه لكليب أغنية هلو لأديل في 2015، وقد ولد دولان لأم فرنسية كندية تعمل معلمة ولأب مصري إسمه مانويل تادرس وألذي يعمل كممثل.

## وصلات خارجية
- إكسافيير دولان على موقع IMDb (الإنجليزية)
- إكسافيير دولان على موقع مونزينجر (الألمانية)
- إكسافيير دولان على موقع قاعدة بيانات الأفلام العربية
- إكسافيير دولان على موقع ألو سيني (الفرنسية)
- إكسافيير دولان على موقع تيرنر كلاسيك موفيز (الإنجليزية)
- إكسافيير دولان على موقع أول موفي (الإنجليزية)
- إكسافيير دولان على موقع بوكس أوفيس موجو (الإنجليزية)
- إكسافيير دولان على موقع قاعدة بيانات الأفلام السويدية (السويدية)
- إكسافيير دولان على موقع قاعدة بيانات الفيلم (الإنجليزية)
- إكسافيير دولان على موقع كينوبويسك (الروسية)

- إكسافيير دولان على قاعدة بيانات الأفلام على الإنترنت